# Parachernes virginicus
Espèce
Synonymes
- Chelanops virginica Banks, 1895
- Parachernes squarrosus Hoff, 1949

Parachernes virginicus est une espèce de pseudoscorpions de la famille des Chernetidae.

## Distribution
Cette espèce est endémique des États-Unis. Elle se rencontre en Virginie, en Caroline du Nord, en Arkansas, en Illinois et en Indiana.

## Description
L'holotype mesure 1,6 mm.

## Étymologie
Son nom d'espèce lui a été donné en référence au lieu de sa découverte, la Virginie.

## Publication originale
- Banks, 1895 : Notes on the Pseudoscorpionida. Journal of the New York Entomological Society, vol. 3, p. 1-13 (texte intégral).